# Mura di Reggio Emilia
Le mura della città di Reggio Emilia, dalla planimetria a forma esagonale, vennero quasi completamente distrutte alla fine del XIX secolo e sostituite dai cosiddetti "viali di circonvallazione". Ne rimane una piccola parte a sud della città (Bastione di Porta Castello). Delle quattro porte maggiori, rimane in piedi, seppur ampiamente rimaneggiata, Porta Santa Croce. Questi i nomi delle quattro porte:
- Porta Santa Croce (nord)
- Porta San Pietro sulla via Emilia in direzione di Modena (est)
- Porta Santo Stefano sulla via Emilia in direzione di Parma (ovest)
- Porta Castello verso la montagna (sud)

Oltre a queste quattro porte ne esistevano altre cinque minori: le porte di soccorso o posterle. Edificate quasi tutte nel '200, vennero interrate con la costruzione delle mura cinquecentesche. Riscoperte con la demolizione delle fortificazioni di fine Ottocento, oggi non ne rimane nulla. Questi i loro nomi:
- Porta San Marco
- Porta di Ponte Levone
- Porta Brennone
- Porta San Cosmo
- Porta San Nazario

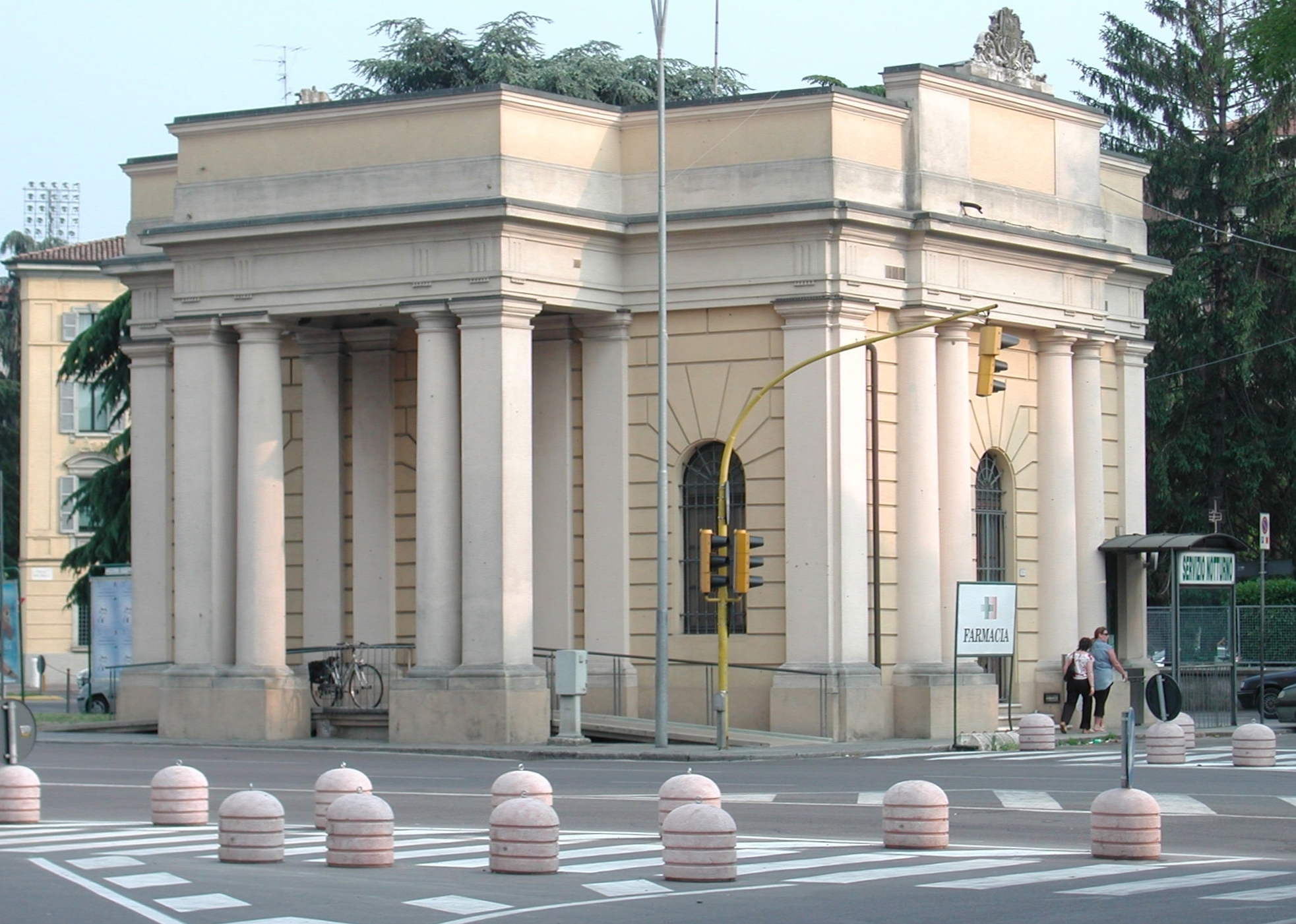
Barriera daziaria superstite a Porta San Pietro
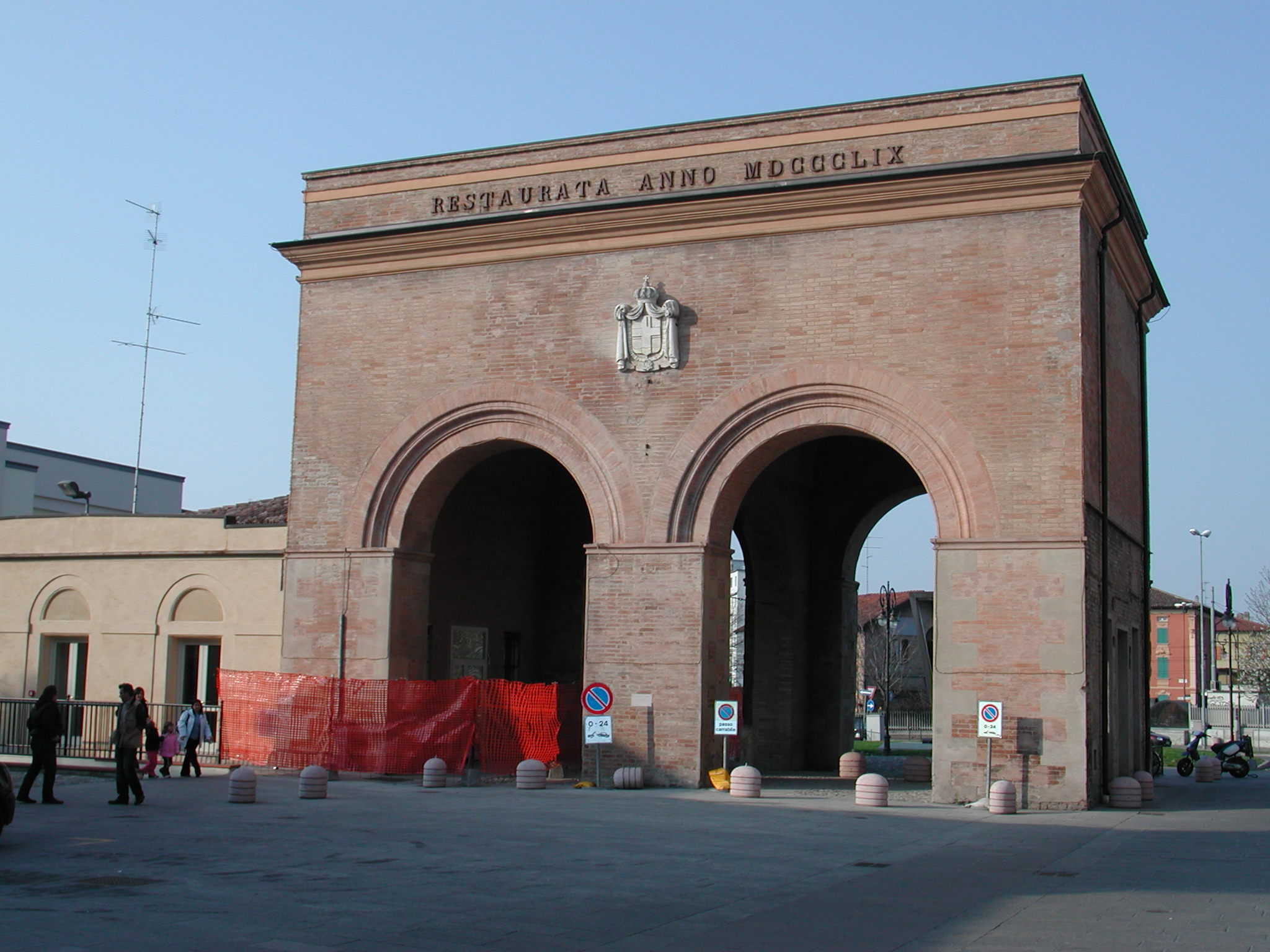
Porta Santa Croce
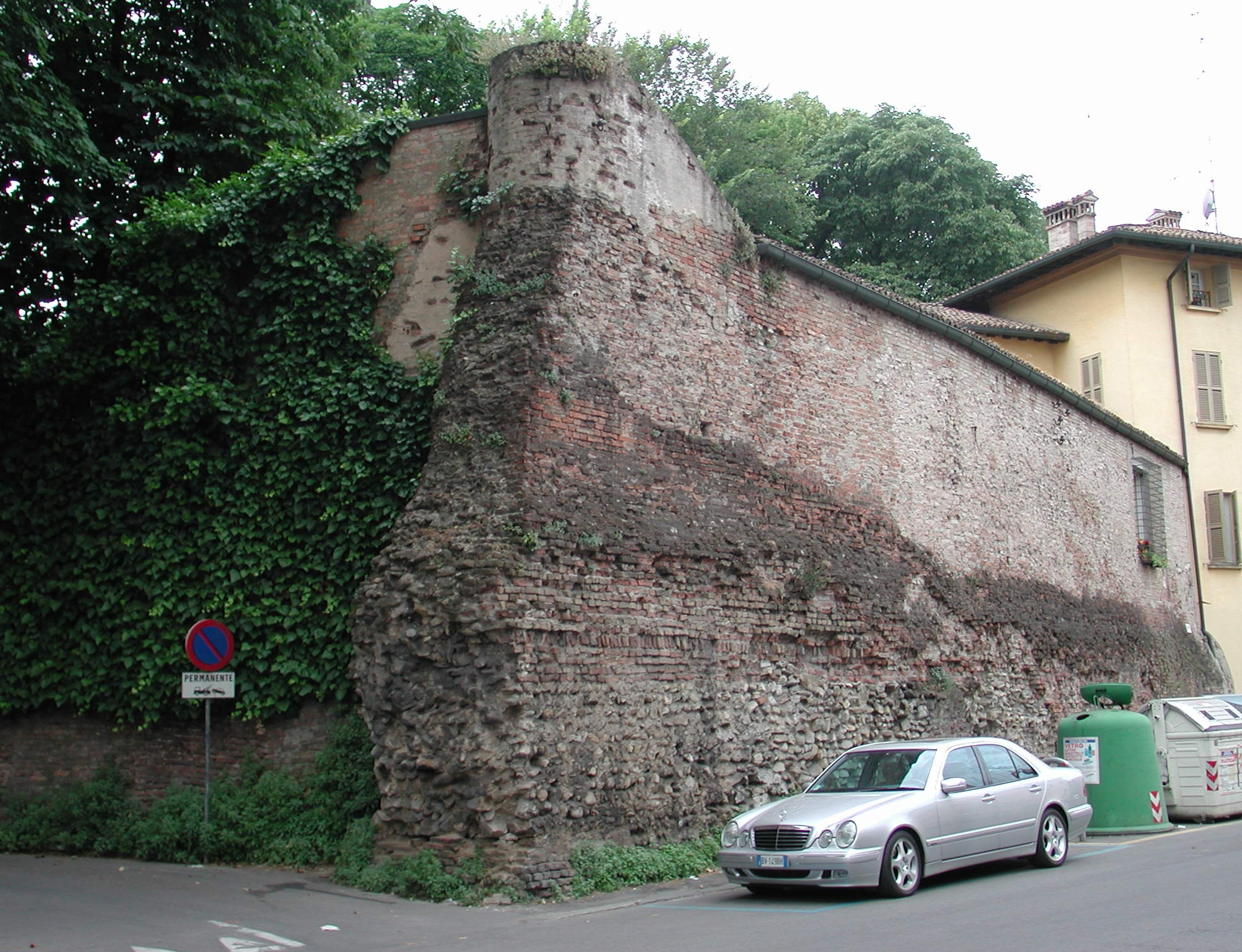
Residuo delle mura